# Dioon argenteum
Dioon argenteum là một loài thực vật hạt trần trong họ Zamiaceae. Loài này được T.J.Greg. & al. mô tả khoa học đầu tiên năm 2003.